# 菲利克斯·羅辛基斯
菲利克斯·罗森奎斯特（瑞典語：Felix Rosenqvist，1991年11月7日—），瑞典賽車手，現時於印第賽車（英語：IndyCar）系列賽出戰。他曾經在2014和2015年澳門格蘭披治三級方程式兩度奪得冠軍，也在2017年電動方程式香港站奪得冠軍。他也是2016－17年電動方程式錦標賽的年度總季軍。

## 生平
2014年11月16日，澳門格蘭披治三級方程式完成賽事，雖然發生意外，但無損瑞典的羅辛基斯於征戰澳門五次F3之後正式登基。
2015年11月21日，國際車聯三級方程式洲際盃在澳門進行選拔賽，結果澳博德利賽車隊車手羅辛基斯大熱取得頭位。翌日，羅辛基斯在澳門格蘭披治三級方程式大賽力壓摩納哥車手勒克萊爾和英國車手森斯贏得冠軍。
2016年，澳門大賽車壓軸好戲三級方程式，由重返東望洋的葡萄牙車手達哥斯達奪冠，上兩屆王者、效力澳博德利車隊的羅辛基斯創歷史三連霸失敗，連冠紀錄終結只得亞軍。

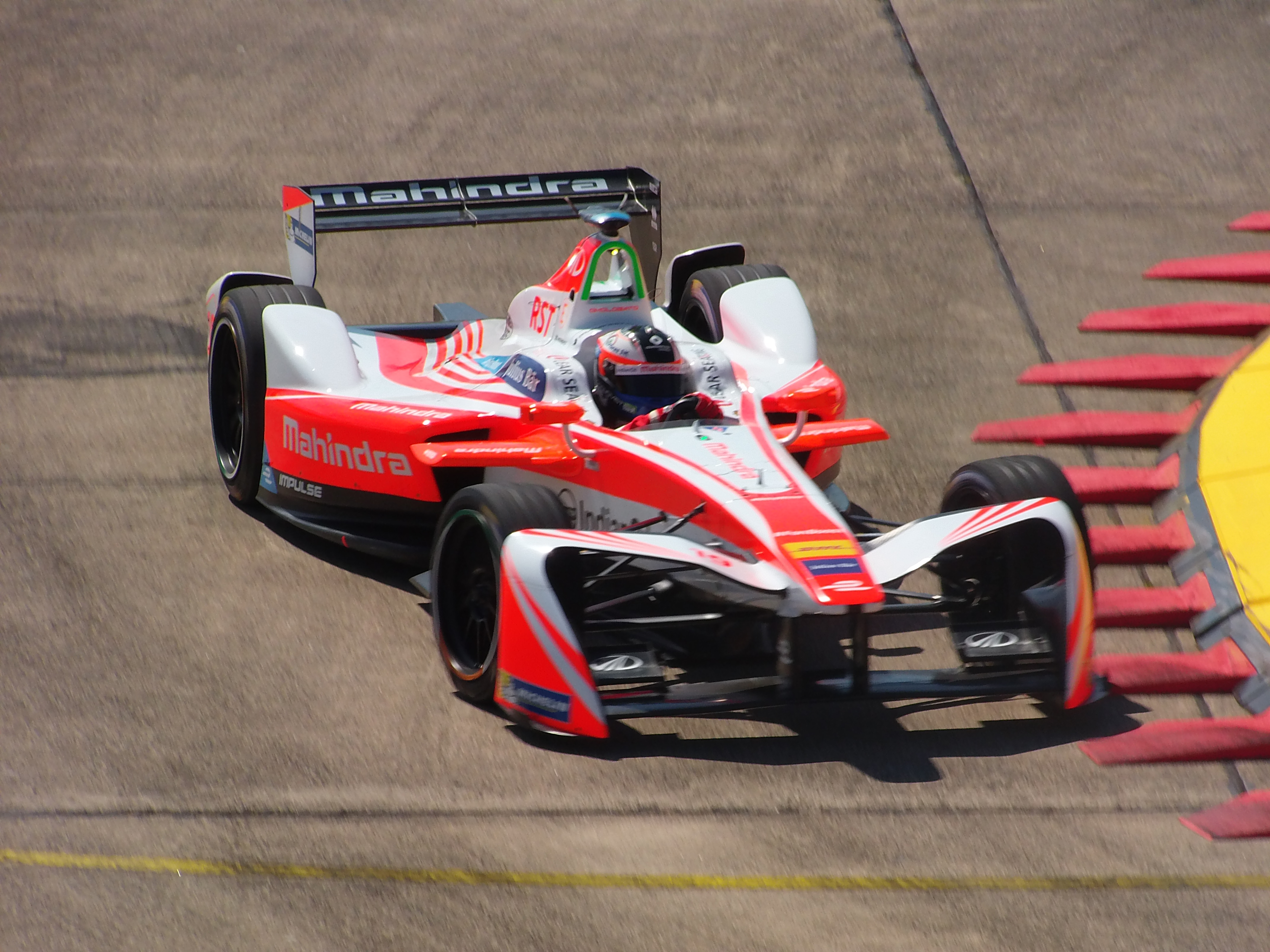
2017年柏林站菲利克斯·羅辛基斯駕駛其電動方程式賽車。

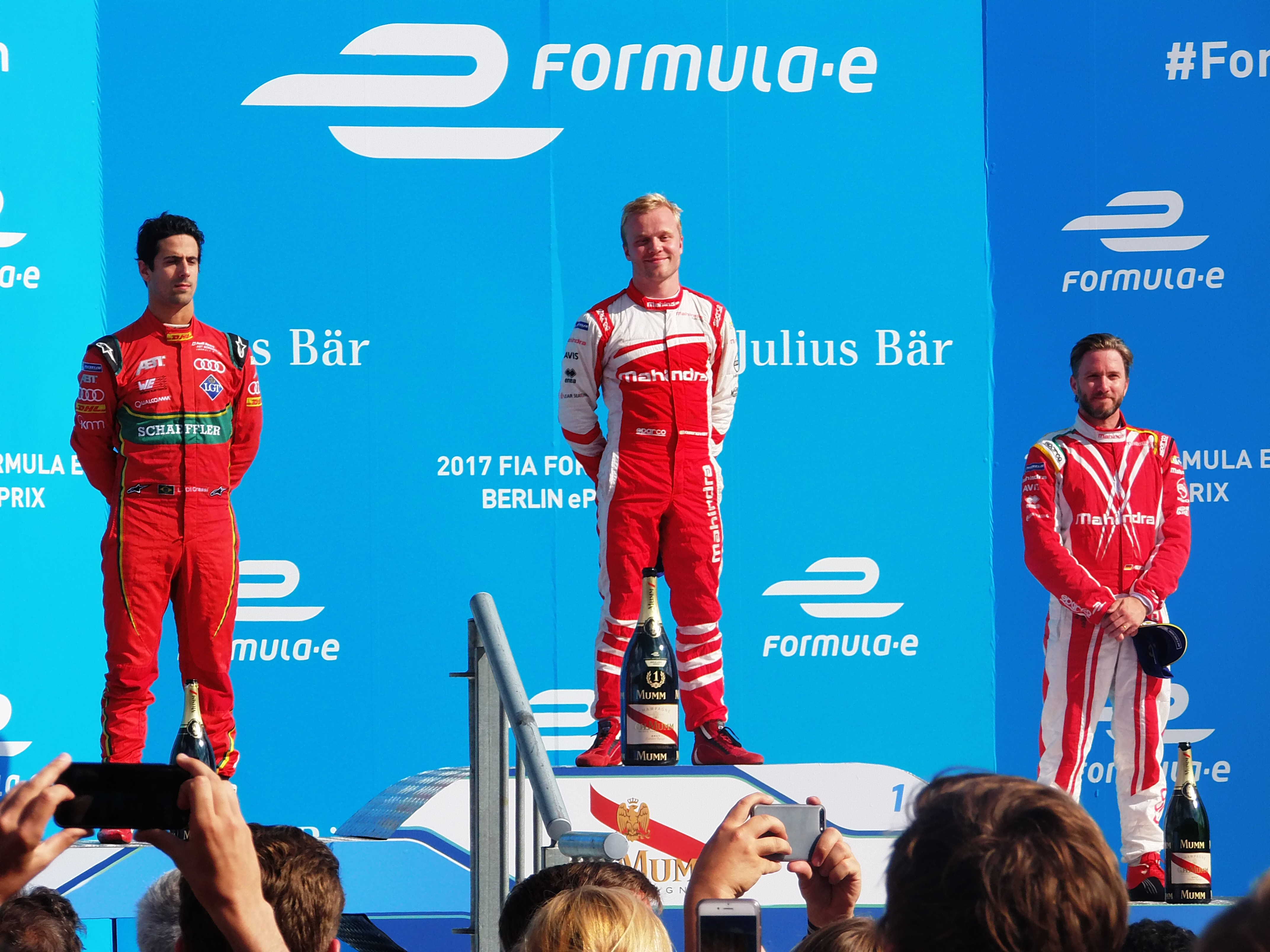
2017年柏林站菲利克斯·羅辛基斯站在頒獎台上。

2017年，澳門F3兩冠王羅辛基斯在澳門格蘭披治大賽車中爭逐國際汽聯GT世界盃殊榮。不過因為在星期六的比賽中賽車嚴重損壞，無法參加星期日的比賽。
2017年12月2-3日，第四屆國際汽聯電動方程式賽車錦標賽在香港舉行，周日在中環海濱繼續進行第二天賽事，在早上超級杆位賽，羅辛基斯造出1分02秒836的時間，除了打破伊雲斯周六造出的紀錄外，更力壓在超級杆位賽造出1分02秒890的伊雲斯，在周日的正賽排頭位出戰。第二回合賽事中，德國車手阿比徹在最後關頭超越犯錯的「澳門先生」莫他拿奪冠，可惜賽後被檢出戰車違規被取消資格，冠軍落在瑞典車手羅辛基斯手上。
2019年，羅辛基斯加入了印第賽車。在賓夕凡尼亞州Pocono賽車場舉行的賽事，起步時被牽涉入五車意外中，結果要被送入醫院治療。羅辛基斯並無生命危險。最後安然出院。
2021年6月12日，羅辛基斯在底特律站的印第賽車第一回合賽事發生了嚴重事故，即時被送入醫院，幸好根據他的車隊Arrow McLaren SP透露，他在翌日已經可以出院。不過將由Oliver Askew取代他在第二回合的出賽位置。由於羅辛基斯仍然未獲醫療團隊批准參賽，Arrow McLaren SP車隊宣佈前F1車手凱文·馬格努森會在Road America賽站取代羅辛基斯。
2022年，他继续为McLaren车队效力，并在多伦多站首次登上领奖台。同年9月，车队宣布他将在2023年留效。

## 外部連結
- 官方網站 （页面存档备份，存于）
- 印第賽車 車手檔案 （页面存档备份，存于）